# 산와촌
산와촌(三和村)은 니가타현 나카쿠비키군에 설치되었던 촌이다. 조에쓰시로의 통근율은 43.5%(2000년 인구 조사).2005년 1월 1일 조에쓰시에 편입하여 촌역은 지역 자치구 산와구가 되었다.

## 역사
- 1956년 10월 1일 - 사토이기미노촌, 우에스기촌 히다모리촌이 합병해 산와촌이 성립하였다.
- 2005년 1월 1일 - 조에쓰시에 편입되어 촌역은 지역 자치구 (산와구)가 되었다.

## 행정
- 촌장 : 다카쿠라 히데오 (高倉英雄) (1998년 7월 24일부터)

## 교통

### 도로
- - 국도 253호선